# Prąd konwekcji
Prąd konwekcji (prąd konwekcyjny) – rodzaj prądu elektrycznego, który nie jest ruchem ładunków względem ciała, w którym się znajdują, a ruchem ciała makroskopowego jako całości.
Prądami konwekcji są:
- prąd związany z ruchem konwekcyjnym jonów w poruszającym się płynie,
- prąd związany z ruchem naładowanego ciała jako całości (np. przepływ płynu nieobojętnego elektrycznie),
- prąd związany z dyfuzją lekkich jonów.